# Carole Laure

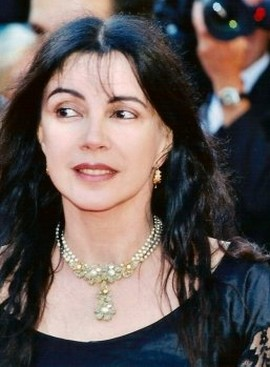
Carole Laure (2002)

Carole Laure OC (* 5. August 1948 in Shawinigan, Québec) ist eine kanadische Schauspielerin, Sängerin, Drehbuchautorin, Filmregisseurin und Filmproduzentin.

## Leben
Die ausgebildete Lehrerin begann ihre Karriere als Filmschauspielerin 1968, als sie in Québec Kontakte zu frankokanadischen Filmkreisen herstellte und in Kurzfilmen eingesetzt wurde. International bekannt wurde sie 1977 als Solange in der unter anderem mit einem Oscar prämierten Produktion Frau zu verschenken an der Seite von Gérard Depardieu und Patrick Dewaere. Im selben Jahr spielte sie an der Seite von Yves Montand die weibliche Hauptrolle in Lohn der Giganten.
Gelegentlich wirkte sie in Hollywoodfilmen mit, Schwerpunkte ihrer schauspielerischen Aktivität blieben aber der französischsprachige Film sowie das kanadische Theater. Daneben war sie auch als Sängerin erfolgreich. Zuletzt betätigte sie sich auch als Drehbuchautorin, Filmregisseurin und Filmproduzentin.

## Diskografie

### Alben
- Alibis (1978)
- Carole Laure/Lewis Furey Fantastica (1980)
- Carole Laure/Lewis Furey Enregistrement Public au Théâtre de la Porte Saint-Martin (1982)
- Carole Laure/Lewis Furey Night Magic (1985)
- Western Shadows (1989)
- She Says Move On (1991)
- Sentiments Naturels (1997)
- Collection Légende (1999)

### Singles
- Danse avant de tomber
- Anybody with the Blues

## Filmografie
- 1971: Mon enfance à Montréal
- 1971: Fleur bleue
- 1972: Series 4
- 1972: IXE-13
- 1973: La Porteuse de pain (Mehrteiler)
- 1973: Tod eines Holzfällers (La Mort d’un bûcheron)
- 1973: Les Corps célestes
- 1974: Sweet Movie
- 1975: A Thousand Moons
- 1975: Normande und ihre Lieben (La Tête de Normande St-Onge)
- 1976: Die Hinrichtung
- 1976: Feuerstoß (Una Magnum special per Tony Saitta)
- 1976: L’Eau chaude, l’eau frette
- 1977: L’Ange et la femme
- 1977: Lohn der Giganten (La Menace)
- 1977: Frau zu verschenken (Préparez vos mouchoirs)
- 1978: La Jument vapeur
- 1979: Auf Wiedersehen, bis Montag (Au revoir à lundi)
- 1980: Fantastica
- 1981: Asphalte
- 1981: Ein Mörder geht vorbei (Un assassin qui passe)
- 1981: Flucht oder Sieg (Escape to Victory)
- 1981: Croque la vie
- 1983: Maria Chapdelaine
- 1984: Tod dem Schiedsrichter (À mort l’arbitre)
- 1984: Stress
- 1984: Die Herzensbrecher (Heartbreakers)
- 1984: Schizophrenia (The Surrogate)
- 1985: Night Magic
- 1985: Drôle de samedi
- 1986: Sauve-toi, Lola
- 1987: Sweet Country
- 1988: La Nuit avec Hortense
- 1988: Palace (Mehrteiler)
- 1989: Beau fixe sur Cormeilles
- 1989: La Vie en couleurs
- 1989: Danke, Satan (Thank You Satan)
- 1993: Les Aventuriers d’Eden River
- 1994: Frauen denken nur an eines (Elles ne pensent qu’à ça …)
- 2000: Rats and Rabbits
- 2002: Primitifs
- 2002: Les Fils de Marie (auch Drehbuch, Regie, Produktion)
- 2004: CQ2 (Drehbuch, Regie, Produktion)
- 2006: La Belle bête
- 2007: La Capture (Drehbuch, Regie, Produktion)